# Louis Charles Armand Fouquet de Belle-Isle
 (février 2012).
Si vous disposez d'ouvrages ou d'articles de référence ou si vous connaissez des sites web de qualité traitant du thème abordé ici, merci de compléter l'article en donnant les références utiles à sa vérifiabilité et en les liant à la section « Notes et références ».
Pour les articles homonymes, voir Belle-Île et Fouquet.
Louis Charles Armand Fouquet de Belle-Isle, dit le « chevalier de Belle-Isle », né à Agde, le 19 septembre 1693 et mort le 19 juillet 1747 à la bataille d'Assietta, est un militaire et diplomate français du XVIIIe siècle.
Il est le petit-fils du surintendant Fouquet, et frère du maréchal de France Charles Louis Auguste Fouquet de Belle-Isle. 
Militaire ardent et de grande ambition, mais plein de sagesse et de raison dans sa vie privée, le chevalier de Belle-Isle, qui naît neuf ans après son frère est à ce point de vue l'opposé de son frère le maréchal. Aussi leurs amis les avaient-ils surnommés celui-ci Imagination et celui-là Bon-Sens.[réf. nécessaire]

## Biographie

### La  guerre de Succession d'Espagne

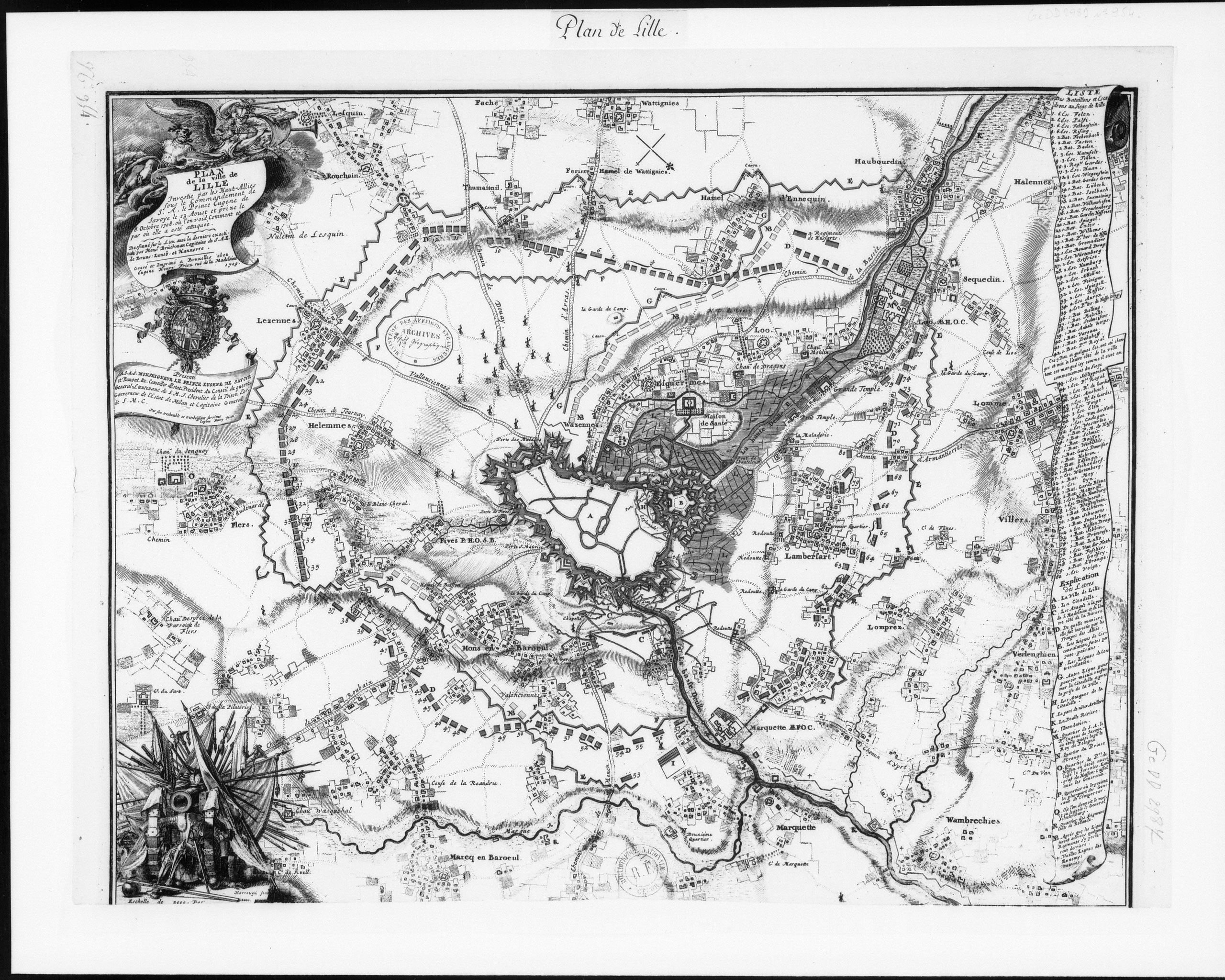
Siège de Lille (1708).

La guerre de Succession d'Espagne dure de 1701 à 1714 et voit la France et l'Espagne attaquées par une coalition européenne. Le chevalier de Belle-Isle entre dans les mousquetaires en 1707, à l’âge de 14 ans. Il est fait capitaine dans le régiment de dragons de son frère, sert en Flandre et sur les bords du Rhin comme colonel, et se trouve dans Lille en 1708 avec Boufflers. Il n'a que 15 ans. 
Mestre de camp d'un régiment de dragons, il fait la campagne de Flandre, et son régiment est réformé peu après.
Il a quelques ennuis comme son frère du fait de l’affaire La Jonchère et la cabale du duc de Bourbon

### La guerre de Succession de Pologne
Belle-Isle reprend du service en 1733, comme volontaire à l'armée du Rhin, se trouve au siège de Kehl (1733), est fait brigadier en 1734 et maréchal de camp en 1738. Il s'était distingué en prenant Traben-Trarbach sous Berwick.

### La guerre de Succession d'Autriche (1740-1748)

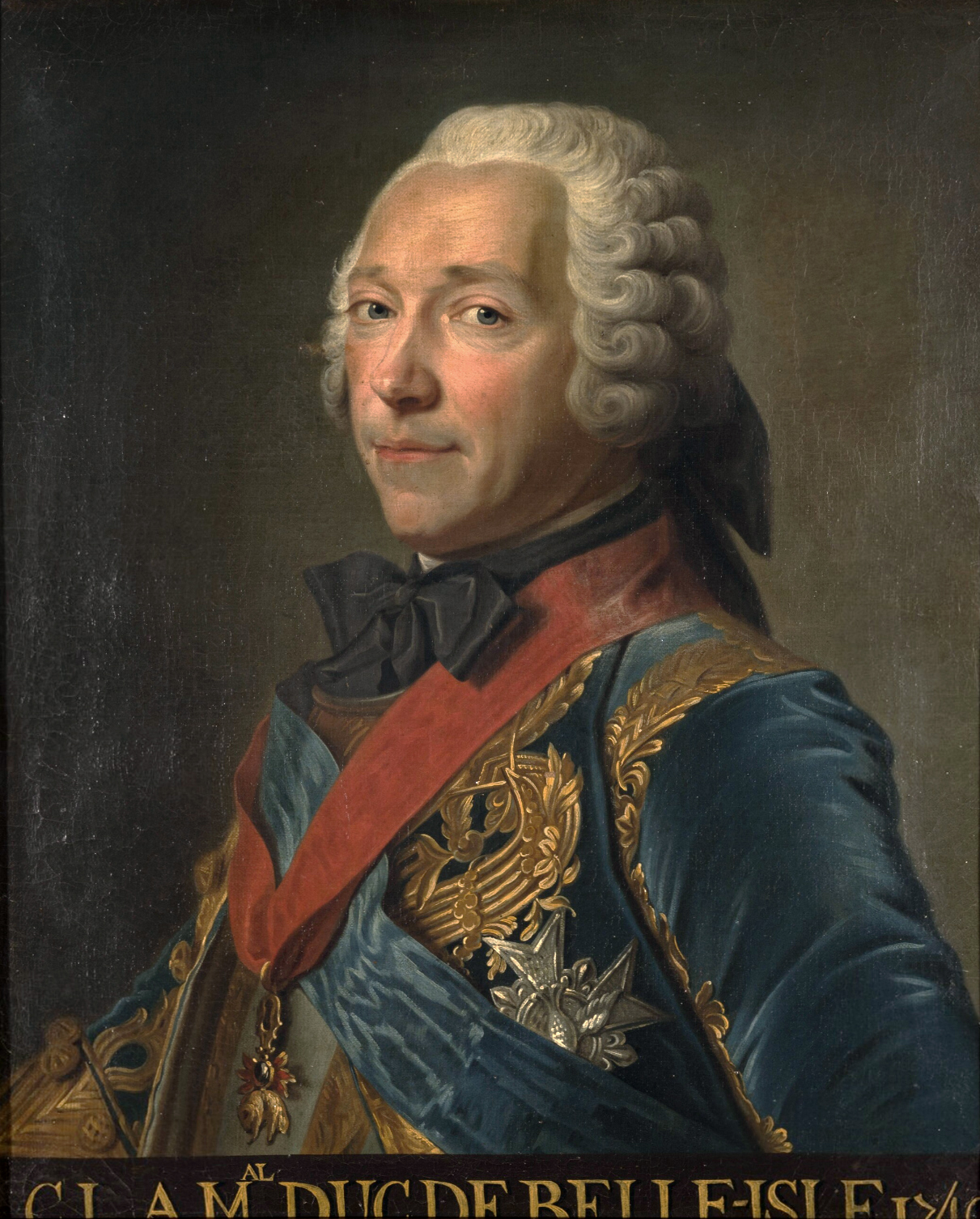
Son frère, le maréchal de Belle-Isle.

Le 25 janvier 1741, le maréchal de Belle-Isle est nommé ambassadeur extraordinaire en Allemagne pour appuyer l'élection à l'Empire du duc de Bavière. Ayant accompagné son frère à Francfort, en Bavière et en Souabe, il est chargé d'annoncer au roi la nouvelle du succès de la négociation.
Le chevalier se distingue une fois de plus en novembre 1741, sous les ordres de son frère, pendant le siège de Prague. Il reçoit le grade de lieutenant général des armées le 27 février 1742. Louis Charles Armand Fouquet de Belle-Isle est employé en Bohême en cette qualité, il contribue puissamment à la défense de Prague et porte lui-même à Louis XV la capitulation de cette ville par Chevert. Il sert ensuite comme lieutenant général en Alsace, est détaché, en 1743, à la poursuite de l'ennemi, se distingue à l'attaque de Suffelsheim. Il se porte en avant au-delà du Rhin, pour précipiter la retraite du prince Charles de Lorraine, et se rend maître de Villingen-Schwenningen, s'empare du fort de Bourgtett, soumet la partie de l'Autriche comprise entre le Danube et le lac de Constance.

### Prisonnier des Anglais
Après leurs combats, le maréchal de Belle-Isle, muni de pleins pouvoirs du roi de France et de l'empereur Charles VII du Saint-Empire redevient diplomate et voyage avec le chevalier de Belle-Isle, son frère. Ils venaient de Cassel, et suivaient leur route, sans méfiance, lorsque, prenant des chevaux à un bureau de poste, dans le bourg d'Elbingrode, appartenant à l'électeur de Hanovre, ils sont arrêtés, le 20 décembre 1746, avec leur suite, par le bailli, comme passant sans passeport dans un pays en guerre avec la France. La cour de Londres, consultée, ordonne le transfèrement du maréchal et du chevalier de Belle-Isle, en Angleterre, et ils y arrivent, au mois de février 1747. Ils y reçoivent de bons traitements, et ont même la faculté de se promener aux environs de Londres. 
Le ministère français écrit en leur faveur, alléguant que le maréchal de Belle-Isle est prince de l'empire ; mais on lui répond qu'il n'a point de terres dans l'Empire, et n'a point été reconnu par la diète où il n'a point séance ; qu'il n'a point été enfin arrêté comme prince de l'Empire, mais comme général et négociateur français, c'est-à-dire, comme ennemi de l'électeur. Alors le ministère de France demande que Belle-Isle soit échangé comme prisonnier de guerre, et d'après le cartel de Francfort du 18 juillet 1743. Le roi d'Angleterre prétend que le cartel n'avait été fait que pour les prisonniers de guerre, et qu'il n'a aucune application aux prisonniers d'état, tels que MM. de Belle-Isle ; que n'ayant point été pris à la tête d'une armée, ni dans une action, ils n'étaient que des voyageurs traversant l'Allemagne, et devaient plutôt être regardés comme des ministres allant de cour en cour, que comme des généraux. Ils sont donc libérés.
Il sert sous les ordres de son frère dans le Piémont à son retour et le seconde vaillamment durant la première campagne. Mais il désire un peu trop ardemment obtenir comme lui le bâton de maréchal de France, et il expose de plus en plus hardiment sa personne. La bataille d'Assietta va être le combat de trop. Il a 54 ans.

### La deuxième campagne (1747)
Louis XV ordonne d'en finir avec le roi Charles-Emmanuel III de Sardaigne. Il mande une armée forte de 150 régiments d'infanterie, 75 escadrons de cavalerie et 2 brigades d'artillerie, sous le commandement de Louis Charles Armand Fouquet de Belle-Isle, chevalier de Belle-Isle, et du marquis de las Minas, lesquels ne réussissent pas à s'entendre sur les priorités : le chevalier veut menacer Turin, l'espagnol préfère viser Gênes.
Au début, prévalut le plan de Las Minas, mais les piémontais bloquent les montagnes méridionales et c'est la traversée des Alpes selon l'idée du chevalier de Belle-Isle qui affronte un corps d'armée de 50 bataillons d'infanterie, 15 de cavalerie avec de nombreux canons. L'armée se divise en deux colonnes, l'une progressant vers le Mont-Cenis, pour viser Exilles, l'autre visant Fenestrelle en passant par l'Assietta.

### La bataille d'Assietta

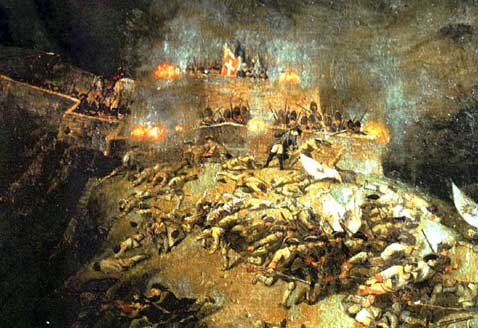
La mort du chevalier de Belle-Isle.

La bataille d'Assietta, le 19 juillet 1747, est un épisode notable de la guerre de Succession d'Autriche. L'Assietta est un haut plateau situé à plus de 2 500 m d'altitude, que Charles Emmanuel III a fortifié et où il a posté 21 bataillons d'infanterie. 
Le 19 juillet 1747, le chevalier de Belle-Isle est parvenu avec l’une de ses colonnes,  jusqu'au pied des retranchements du passage d'Exiles. Une autre colonne tourne avec beaucoup d'efforts les sinuosités de la montagne, et doit dominer les troupes sardes. Une troisième, qui forme l'arrière-garde, marche avec un train d'artillerie qui s'avance lentement dans ces lieux escarpés.
Il est difficile de concevoir quel motif peut porter le chevalier de Belle-Isle à précipiter son attaque avant l'arrivée des deux colonnes qui devaient en assurer le succès. Plus de 5 000 Français sont tués et ils doivent se replier.
Alors Belle-Isle, forme une colonne d'officiers et la met en tête du régiment de Bourbonnais et de celui d’Artois. Il tente une seconde attaque désespérée. Saisissant le drapeau du régiment de Bourbonnais, aux quartiers bleu d'azur et violets, et le brandissant au-dessus de sa tête, il marche au premier rang et court planter le drapeau sur les retranchements piémontais. Puis, pour ne pas l'abandonner, il saisit des deux mains les palissades. Les deux mains coupées, il s'accroche aux palissades avec les dents et se fait tuer sur place avec les colonels de Gohas et de Brienne et presque tous les officiers.
Les deux régiments se font hacher sur le corps de leur général. Le soir, Bourbonnais, le plus éprouvé, n'a plus que deux officiers et 140 hommes présents. Sans compter les blessés, il y a eu 60 officiers et 830 hommes tués. Les troupes françaises, défaites, s'en retournent en France. L'année suivante, par le Traité d'Aix-la-Chapelle le Piémont obtient les territoires autour du Lac Majeur et du Tessin.
Les ossements du chevalier de Belle-Isle sont inhumés dans le caveau du chœur de l'église métropolitaine d'Embrun.

## Sources
- Marie-Nicolas Bouillet  et Alexis Chassang (dir.), « Louis Charles Armand Fouquet de Belle-Isle » dans Dictionnaire universel d’histoire et de géographie, 1878 (lire sur Wikisource)